# Aurícula esquerra
L'aurícula esquerra és una de les quatre cambres del cor. Rep sang oxigenada de les venes pulmonars i la bombeja cap al ventricle esquerre, a través de la vàlvula mitral. El septe fibromuscular interatrial separa l'aurícula esquerra de l'aurícula dreta. La persistència del forat oval present en aquest septe durant el període embrionari és una anomalía cardíaca bastant freqüent, però que rarament causa problemes hemodinàmics rellevants.
L'aurícula esquerra forma la major part de la porció superior del cor i hi desemboquen les quatre venes pulmonars. Està irrigada principalment per les branques de l'artèria coronària esquerra. La paret d'aquesta aurícula està limitada per diverses cares o facetes: superior, posterior, lateral esquerra, medial i anterior. A la seva zona superolateral es troba l'orelleta auricular esquerra, una petita estructura muscular amb forma de bossa que ajuda a mantenir controlat el volum de sang de l'interior de l'aurícula i que també té un paper important en la neuroregulació hormonal del sistema vascular. La trombosi de l'orelleta auricular esquerra s'associa amb un alt percentatge de casos de fibril·lació auricular no valvular. La pèrdua de contractilitat d'aquesta orelleta i algunes de les seves característiques morfològiques afavoreixen l'estasi sanguínia local i la formació de trombes que poden causar accidents vasculars cerebrals embòlics. Per això, en determinats malalts amb fibril·lació auricular el tancament quirúrgic profilàctic de l'orelleta esquerra és una bona alternativa als anticoagulants orals.
El diàmetre de l'aurícula esquerra oscil·la entre els 4,1 cm en homes adults sans i els 3,9 cm en dones adultes sanes. L'ecografia és el mètode d'elecció per mesurar les dimensions de l'aurícula esquerra. La quantificació de la funció mecànica de l'aurícula esquerra mitjançant l'ús de l'ecografia Doppler és un paràmetre que té especial interés per determinar la gravetat de la disfunció ventricular esquerra diastòlica i de la insuficiència cardíaca amb fracció d'ejecció conservada. La pràctica d'una tomografia computada per mesurar la deformació de l'aurícula esquerra durant la seva activitat és molt útil a l'hora d'avaluar la progressió de la miocardiopatia hipertròfica. La dilatació de l'aurícula esquerra es considera un marcador de risc cardiovascular amb un important valor pronòstic en casos d'insuficiència cardíaca. En individus amb una miocardiopatia hipertròfica de llarga evolució pot arribar a tenir més de 16 cm d'eix màxim. Molt inhabitualment, una aurícula esquerra gegant origina l'anul·lació funcional completa del pulmó ipsilateral per compressió del seu bronqui principal. L'aurícula esquerra amb doble sortida de la sang cap l'aurícula dreta i el ventricle esquerre és un defecte congènit cardíac raríssim. Algunes de les diverses variants anatòmiques de l'aurícula esquerra poden suggerir l'existència d'una malaltia cardíaca en les proves d'imatge mèdica.
Els mixomes (una neoplàsia benigna del teixit conjuntiu), els paragangliomes, els sarcomes sinovials primaris, els liposarcomes cardíacs primaris, els osteosarcomes primaris i els aneurismes congènits de l'aurícula esquerra o de la seva orelleta són poc comuns. S'han descrit alguns inusuals casos de drenatge d'una vena cava superior esquerra persistent cap a l'aurícula esquerra i de comunicació aïllada entre el si coronari i l'aurícula esquerra.